# Таврские горы (Луна)

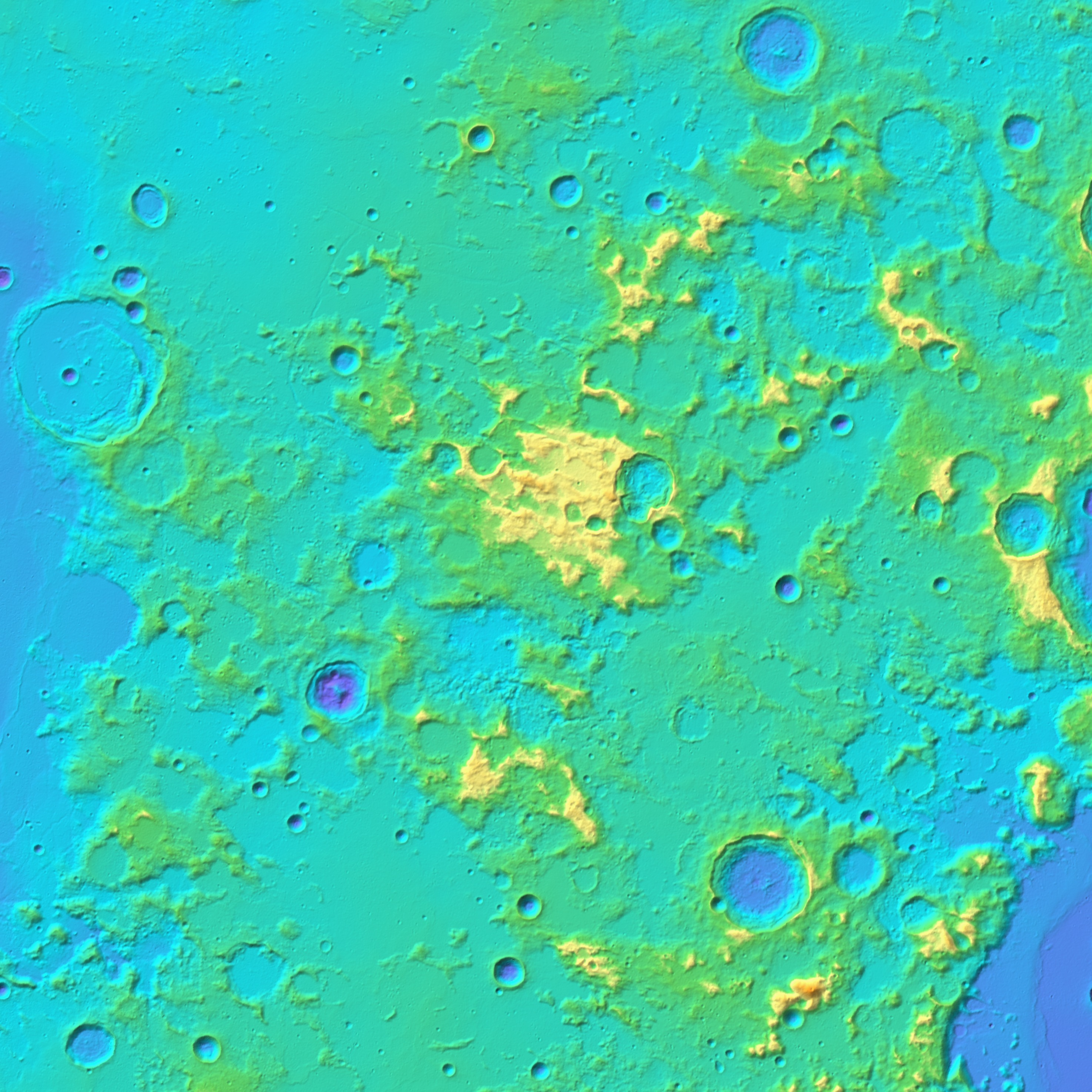
Карта высот (жёлтое — возвышенности, синее — низменности). Визуализация замеров зонда Lunar Reconnaissance Orbiter.

Таврские горы (лат. Montes Taurus) — хаотично пересеченная горная область на видимой стороне Луны, к востоку от Моря Ясности. Расположена в районе, ограниченном координатами 24,3° — 30,1° с.ш., 37,2° — 43,3° в.д. (координаты центра — 27°18′ с. ш. 40°18′ в. д. / 27,3° с. ш. 40,3° в. д.). Область простирается приблизительно от кратера Посидоний на северо-западе до кратера Макробий на юго-востоке. На юге горы граничат с Заливом Любви в Море Спокойствия, на севере — с Озером Сновидений, на востоке — с Озером Справедливости. К числу других приметных деталей рельефа в районе Таврских гор можно отнести кратеры Шакорнак, Лемонье, Рёмер, Ньюком, Бонд Дж..

## Описание
Таврские горы значительно менее заметны, чем другие лунные горы и представляют собой скорее хаотичный гористый район, нежели ярко выраженную горную систему. Наибольшей высоты горы достигают между кратерами Кирхгоф и Ньюком (4,9 км над поверхностью Моря Ясности и 2,1 км над средним уровнем поверхности Луны). Своим происхождением они обязаны выбросу пород при импакте, образовавшем Море Ясности, которые перекрыли породы, выброшенные ранее при образовании Моря Кризисов.
В районе долины Тавр-Литтров (встречается также вариант её наименования с одним «т» — Тавр-Литров) обнаружен грунт ярко-оранжевого цвета. На сегодняшний день это единственное место на Луне, где обнаружен такой грунт.
Этот хребет носит название Таврских гор в южной Турции. Оно появилось на карте Луны благодаря Яну Гевелию, дававшему лунным горам имена земных. Однако у него это название (в виде Mons Taurus — «гора Тавр») относилось к совсем другому объекту (к яркому лучу, протянувшемуся от кратера Тихо на восток). Объект данной статьи у Гевелия, поставившего в соответствие регионам Луны регионы окрестностей Средиземноморья, соответствовал Крыму и был обозначен Taurica Chersonnesus. Последующие картографы Луны стали называть его Montes Taurus («горы Тавр»), и в 1935 году это имя утвердил Международный астрономический союз.

## Места посадок космических аппаратов
В районе Таврских гор, в долине Тавр-Литтров, совершил посадку лунный модуль «Аполлона-17», последний на сегодняшний день пилотируемый космический аппарат, совершивший посадку на Луне.